# Eroberung von Porrentruy
1792

Porrentruy – Marquain – Quiévrain – Verdun – Thionville – Valmy – Lille – Mainz (1792) – Jemappes
1793

Aldenhoven I – Namur – Neerwinden – Mainz (1793) – Famars – Valenciennes (1793) – Arlon (1793) – Hondschoote – Meribel – Avesnes-le-Sec – Pirmasens – Toulon – Fontenay-le-Comte – Cholet – Lucon – Trouillas – Dünkirchen – Le Quesnoy – Menin I – Wattignies – Weißenburg I – Biesingen – Kaiserslautern I – Weißenburg II
1794

Boulou – Landrecis – Menin II – Mouscron – Martinique – Guadeloupe – Tourcoing – Tournai – Kaiserslautern II – San-Lorenzo de la Muga – 13. Prairial – Fleurus – Kaiserslautern III – Vosges – Aldenhoven II
1795

Cornwallis’ Rückzug – Genua – Groix – Hyeres – Handschuhsheim – Mainz (1795) – Mannheim – Loano
1796

Montenotte – Millesimo – Dego – Mondovì – Lodi – Borghetto – Castiglione – Mantua – Siegburg – Altenkirchen – Wetzlar – Kircheib – Kehl – Kalteiche – Friedberg  – Malsch – Neresheim – Sulzbach – Deining – Amberg – Würzburg – Neufundland – Rovereto – Bassano – Limburg – Biberach I – Emmendingen – Schliengen – Caldiero – Arcole – Irland
1797

Fall von Kehl – Rivoli (1797) – St. Vincent – Diersheim – Santa Cruz – Neuwied – Camperduin
Die Einnahme von Porrentruy war eine Belagerung der Schweizer Stadt Porrentruy. Die Stadt wurde von Österreich gehalten und von den Franzosen angegriffen. Das Ereignis fand am 28. April 1792 statt und endete mit einem Sieg der französischen Truppen. Diese Schlacht war der Beginn des Ersten Koalitionskrieges.

## Belagerung
Am 20. April 1792 erklärte Frankreich dem Kaiser des Heiligen Römischen Reiches, Franz II., den Krieg. Dieser hatte fünf Tage zuvor Ludwig XVI. ein Ultimatum bezüglich der elsässischen Fürsten gestellt. Die Truppen der Koalition nutzen ihren Vorteil nur zögerlich aus, was Nicolas Luckner, den Befehlshaber der Armée du Rhin, dazu veranlasst, sich für eine Offensive gegen die Festung von Porrentruy zu entscheiden, um eine Invasion abzuwenden. Am äußersten Ende des Basse-Alsace, zwischen Lauterbourg, Landau und Weissembourg, versammelte Luckner 12.000 Mann.
Luckner beauftragte Adam Philippe, Comte de Custine, mit einem Vorstoß in die Provinz Porrentruy, die damals unter der Gerichtsbarkeit des Fürstbistums Basel stand. Mit dieser Maßnahme sollte dieser Abschnitt der französischen Grenze vor Übergriffen geschützt werden. In Begleitung von Oberst Charles Grangier de La Ferriere, Kommandeur des 23. Infanterieregiments, führte Custine eine 2000 Mann starke Truppe an, die aus drei Infanteriebataillonen, einer Artilleriekompanie und etwa 300 Dragonern bestand. Sie marschierten in die Provinz ein und forderten die Kapitulation. Obwohl die Garnison aus 400 österreichischen Soldaten bestand, entschied sich der Fürstbischof, einer Belagerung nicht zu widerstehen und verlegte die Garnison nach Biel. So konnte Custine Porrentruy ohne Widerstand einnehmen und seine Stellung auf dem Laumont befestigen, um die Täler von Freiburg, Biel, Basel und Solothurn zu sichern.